# Ad Manning
Adrianus Franciscus Mathilde Florentine (Ad) Manning (Princenhage, 10 juli 1929 − Berg en Dal, 6 november 1991) was een Nederlands historicus.

## Biografie
Manning studeerde af in zowel geschiedenis als Nederlands aan de Katholieke Universiteit Nijmegen in 1952. Daarna was hij leraar Nederlands en geschiedenis aan diverse onderwijsinstellingen. Hij promoveerde in 1956 op De betekenis van Mgr. C.R.A. van Bommel voor de noordelijke Nederlanden. Per 1 december 1961 werd hij benoemd tot hoogleraar Wereldgeschiedenis der twintigste eeuw aan zijn alma mater, en werd later opvolger van Lodewijk Rogier, voor wie hij mede een afscheidsbundel redigeerde; de leeropdracht werd later gewijzigd en was ten slotte Nieuwste geschiedenis. Hij ging in 1990 met vervroegd emeritaat om zich te kunnen wijden aan een biografie van koningin Wilhelmina.

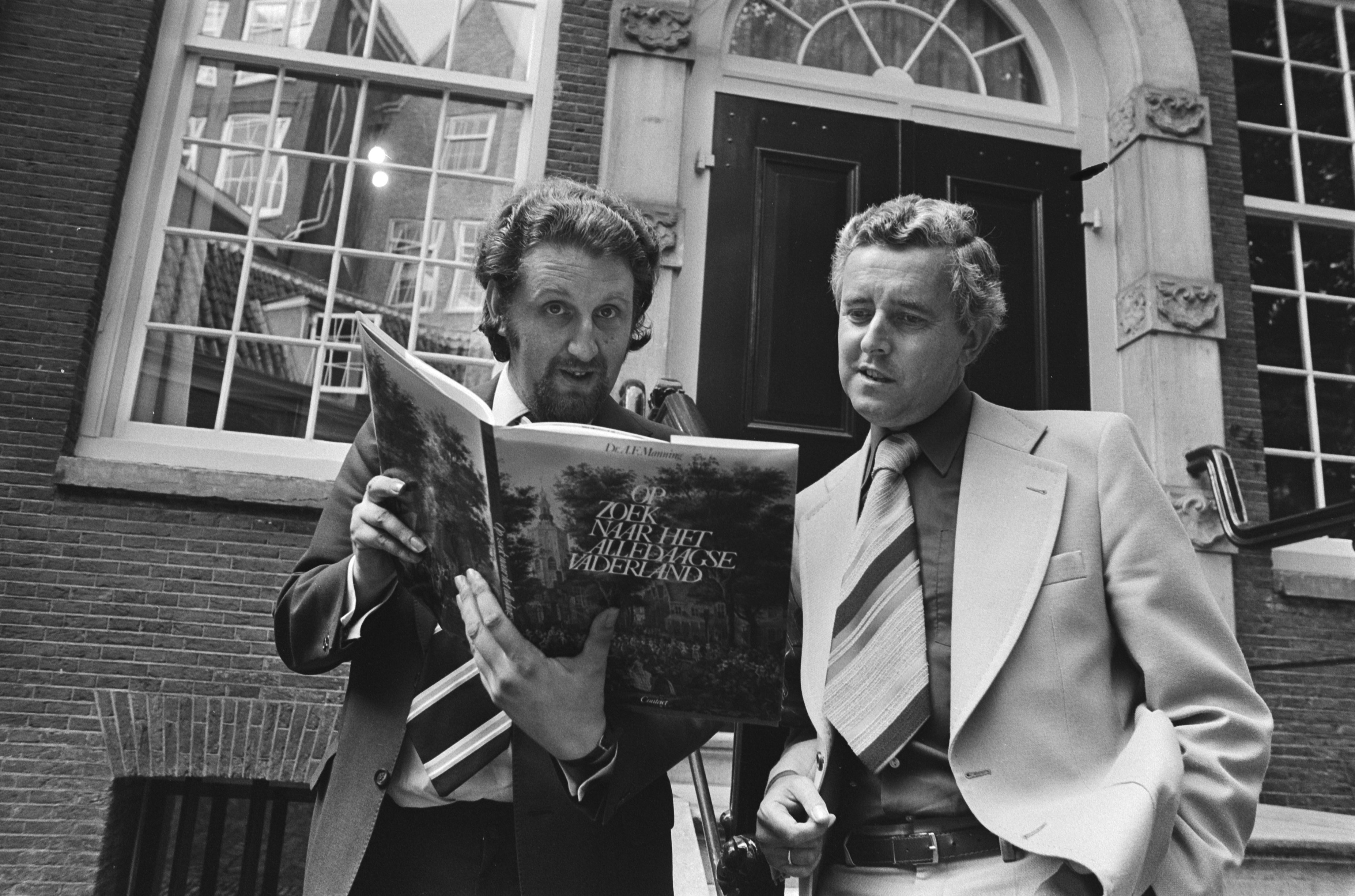
Manning (rechts) bij boekpresentatie (1975)

Manning (schrijversnaam: A.F. Manning) heeft vooral veel gedaan voor en gepubliceerd over het rooms-katholieke leven in Nederland, onder andere door biografische studies te wijden aan voormannen van dit deel van de Nederlandse bevolking. Hij was initiator van het Katholiek Documentatie Centrum (KADOC, later KDC). Hij werkte als redacteur ook mee aan (populair-)wetenschappelijk uitgaven als Bericht van de Tweede Wereldoorlog (1970), Onze jaren, 45-70. 25 jaar wereldgeschiedenis (1972-1974), Katholieke Universiteit Nijmegen, 1923-1973. Een documentenboek (1974), 58 miljoen Nederlanders (1977), Erfgoed van Nederland. Wat ons bleef uit een roerig verleden (1977), Spectrum atlas van historische plaatsen in de Lage Landen (1981), Onze lage landen. De bewoners vanaf de ijstijd tot heden (1982) en Handboek van de Tweede Wereldoorlog (1983). Voorts werkte hij mee aan de bronnenuitgave Documenten betreffende de buitenlandse politiek van Nederland, 1919-1945. Periode C. 1940-1945 (1976-1987).
Manning had verscheidene nevenfuncties en was onder andere voorzitter van het bestuur van het Rijksinstituut voor Oorlogsdocumentatie en voorzitter van het Nederlands Historisch Genootschap.
Prof. dr. A.F. Manning overleed plotseling, na eerder al een hartaanval te hebben gehad, op 62-jarige leeftijd.